# Бхадрапур
Бхадрапур (непальск. भद्रपुर) — город и муниципалитет на юго-востоке Непала. Расположен в зоне Мечи Восточного региона страны. Административный центр района Джхапа.
Расположен на правом берегу реки Мечи, на границе с индийским штатом Бихар. На другом берегу реки находится индийская деревня Галгалиа. Высота города над уровнем моря составляет 100 м.
Обслуживается аэропортом Бхадрапур, который расположен к северо-западу от города. Имеются регулярные рейсы в столицу страны, Катманду. Мост через реку Мечи расположен в 14 км к северу от Бхадрапура, в муниципалитете Мечинагар. Ведётся строительство нового моста через реку непосредственно в городе Бхадрапур. Этот пограничный мост будет играть важную роль в экономическом развитии города. Вблизи Бхадрапура имеются чайные плантации.
По данным переписи 2011 года население муниципалитета составляет 18 164 человека, из них 8880 мужчин и 9284 женщины.